# روبن هاك
روبن هاك (بالألمانية: Robin Hack) هو لاعب كرة قدم ألماني، ولد في 27 أغسطس 1998 في بفورتسهايم في ألمانيا. لعب مع نادي هوفنهايم.

## وصلات خارجية
- روبن هاك على موقع قاعدة بيانات كرة القدم.إي يو (الإنجليزية)
- روبن هاك على موقع Soccerway.com (الإنجليزية)
- روبن هاك على موقع عالم كرة القدم.نت (الإنجليزية)